# Peripețiile bravului soldat Švejk
Peripețiile bravului soldat Švejk este titlul prescurtat al romanului satiric neterminat Peripețiile bravului soldat Švejk în Războiul Mondial (în cehă Osudy dobrého vojáka Švejka za světové války) de Jaroslav Hašek. Ediția princeps a fost ilustrată de Josef Lada, iar mai recent de Petr Urban.
Inițial, Hašek intenționa să scrie povestea lui Švejk în șase volume. Puțin însă după publicarea celui de-al treilea volum, în 3 ianuarie 1923, Hašek a murit din cauza unui atac de inimă. Primele trei volume se intitulează astfel:
- În spatele frontului (1921);
- Pe front (1922);
- Gloriosul dezastru (1922).

Al patrulea volum, Continuarea gloriosului dezastru (1923), a fost doar început. După moartea lui Hašek, jurnalistul Karel Vaněk a fost rugat de editorul Adolf Synek să completeze romanul neterminat. Această continuare a apărut sub titlul Peripețiile bravului soldat Švejk în prizonieratul rusesc și în revoluție (în cehă Osudy dobrého vojáka Švejka v ruském zajetí a v revoluci).
Criticii consideră că romanul lui Jaroslav Hašek este prima mare operă anti-război, precedând un alt roman contestatar, Nimic nou pe frontul de vest de Erich Maria Remarque.

## Rezumat
Romanul reprezintă o parodie a Primului Război Mondial văzut prin ochii lui Josef Švejk (scris și Schweik sau Schwejk), un tolomac care este mobilizat din nou în armata austriacă la începutul războiului, după ce mai înainte fusese declarat un tâmpit iremediabil de către comisia medicală și începuse să se ocupe cu negoț de câini răpănoși și vagabonzi, pe care îi vindea ca fiind niște câini de rasă.

### În spatele frontului

Švejk dus la oaste de d-na Müller, ilustrație originală de Josef Lada.

Romanul începe cu replica d-nei Müllerova, menajera lui Švejk: „Carevasăzică ni l-au ucis pe Ferdinand”, anunțând asasinarea la Sarajevo a arhiducelui Franz Ferdinand. Povestea continuă în cârciuma La Potirul (cehă U Kalicha) din Praga, unde polițaiul sub acoperire Bretschneider îi arestează atât pe Švejk, acuzându-l de înaltă trădare, cât și pe cârciumarul Palivec, pentru crimă de lezmajestate deoarece ar fi dat jos portretul împăratului fiindcă „s-au căcat muștele pe el”. La poliție întâlnește o serie de arestați pentru motive absurde. Švejk este examinat de medicii legiști și trimis la balamuc, însă cei de acolo se leapădă de el și ajunge iar la Poliție. Eliberat, deși reformat ca idiot, este chemat la oaste. Suferind de reumatism, este dus într-un scaun cu rotile, provocând o adevărată manifestație. Este declarat simulant și închis la garnizoană de unde este scos de feldkuratul (preot militar) Otto Katz, un bețivan care avea nevoie de o ordonanță. Otto Katz îl pierde pe Švejk la cărți în favoarea afemeiatului locotenent major Lukáš. Deoarece Lukáš își dorea un grifon, Švejk i-l procură pe Max, care se dovedește a fi furat de la colonelul Kraus von Zillergut. Acesta își recunoaște câinele scos la plimbare și, drept pedeapsă, îl transferă pe locotenent, implicit pe Švejk, la Regimentul 91 České Budějovice, care se pregătea să plece pe front.

### Pe front

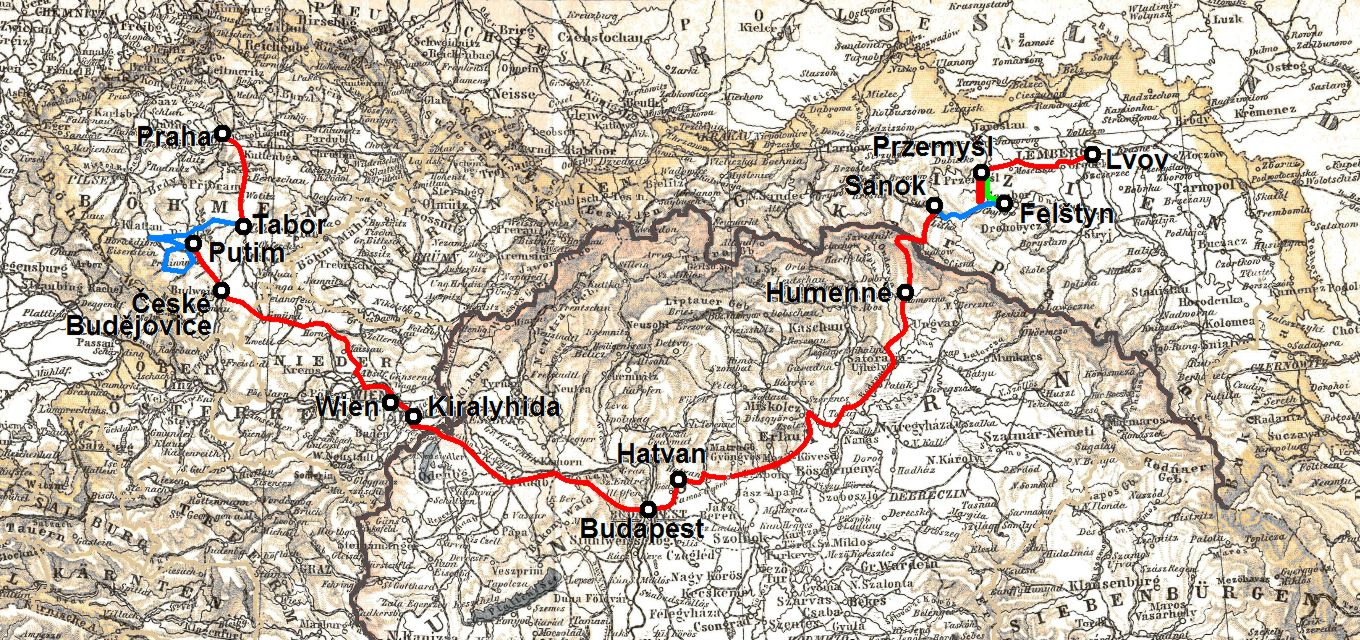
Traseul lui Švejk. Roșu: cu trenul, albastru: pe jos, verde: prizonier.

Al doilea volum începe cu descrierea călătoriei cu trenul de la Praga la České Budějovice, călătorie care debutează cu constatarea că li s-a furat un cufăr dintre bagaje. Švejk trage, neintenționat, semnalul de alarmă și este dat jos din tren la Tábor. Scapă toate trenurile și, neavând bani sau acte, este expediat pe jos. O ia într-o direcție greșită, rătăcește prin vreo 15 localități și este luat drept spion. Este arestat la Putim și expediat la České Budějovice, unde este închis în cazarma Marianska, pentru trei zile. Acolo trăncănește cu aspirantul teterist Marek. Înante de a li se termina arestul sunt urcați în vagonul arestaților și trimiși cu regimentul 91 la Most. În vagon se urcă și oberfeldkuratul Lacina, beat, care nu putea fi refuzat, având grad superior. Marek povestește pățaniile cu Lumea animalelor. La ora regulamentară de eliberare, doctorul Mráz, comandantul trenului, nervos că nu-i ies la socoteală efectivele, îl lasă pe Švejk în arest. Švejk povestește episodul cu ciorbagiul Schreiter. La Viena, venind de la popotă cu cina oberfeldkuratului, este interceptat de locotenentul major Lukáš. La Most este din nou amestecat în aventurile amoroase ale locotenentului. Trebuind să ducă o scrisorică d-nei Kákonyi, la Királyhid, se întâlnește cu bătrânul genist Vodička. Dl. Kákonyi, care era acasă, își iese din fire, iar Vodička îl dă afară. Honvezii de pe stradă iau apărarea d-lui Kákonyi și se încinge o bătaie. Švejk și Vodička sunt arestați. Cazul ajunge în ziare, dar și la colonelul regimentului, Schröder, alt afemeiat, care-i numește pe Lukáš kompanienkomandant și pe Švejk kompanienordonanz la compania a 11-a și-i scoate pe „Schwejk & Voditschka” de la consiliul de război. Lukáš are nevoie de o altă ordonanță personală și se pricopsește cu morarul Baloun, un mâncău fără pereche. Ca ordonanță a companiei, Švejk intermediază ordinele, dar rechnungsfeldwebelul (sergent de intendență – în traducerile în limba română apare ca plutonier) Vaněk îl lămurește că ordinele de plecare date de Schröder sunt fantasmagorice, deoarece nu există nici conserve, nici vagoane. În final, primesc ordinul de plecare spre Budapesta.

### Gloriosul dezastru

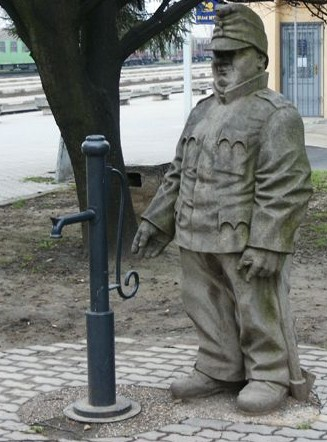
Statuie din Humenné a lui Švejk, amintind episodul cu pompa.

Conservele sunt înlocuite cu o predică eroică. În tren, telefonistul Chodounský povestește cum a fost în Serbia, iar trupa joacă tabinet și poker, povestind și ei. Căpitanul Ságner le ține ofițerilor un instructaj de cifrare a telegramelor cu ajutorul unei cărți, dar nimeni nu înțelege nimic. Cadetul Biegler constată că Ságner avea volumul II, iar ceilalți volumul I. Bineînțeles, le încurcase Švejk. Cadetul Biegler găsește întrebuințarea corectă pentru caietul cu încercările lui de scriitor. Cu burta stricată, are un coșmar în care se vede general, în rai, în fața căpitanului Ságner în postură de Dumnezeu. Din greșeală, ajunge la holerici. Baloun înfulecă toate proviziile lui Lukáš. La Budapesta se anunță declarația de război din partea Italiei și se întârzie mult, timp în care se petrec o serie de episoade grotești. Plecarea se face pe neașteptate, unii pierd trenul. La Humenna, Švejk este trimis de Lukáš să cumpere, pe sub mână, coniac, însă este găbjit de locotenentul Dub. Švejk declară că în sticlă este apă dintr-o pompă, din spatele gării. Dub îi cere s-o bea toată, ca să demonstreze că este chiar apă, iar Švejk se execută. Apoi, Dub îi cere să-i arate pompa din care, spre norocul lui Švejk, curge o apă gălbuie. Batalionsgeschichtsschreiber (cronicar al batalionului) Marek scrie istoria batalionului ticluind-o. Ajung la Sanok, în Galiția, cu două zile înainte de data planificată. Mai departe, merg pe jos. Toți se feresc să-i încartiruiască. Un evreu le vinde o vacă bătrână la un preț exagerat. Švejk și Vaněk sunt trimiși înainte, la Felštyn, să asigure încartiruirea și hrana. Švejk dă peste un prizonier rus care se scălda. La vederea lui Švejk, prizonierul fuge, abandonându-și uniforma. Švejk o îmbracă de probă, este prins de o patrulă de maghiari și introdus într-o coloană de prizonieri ruși.

### Continuarea gloriosului dezastru

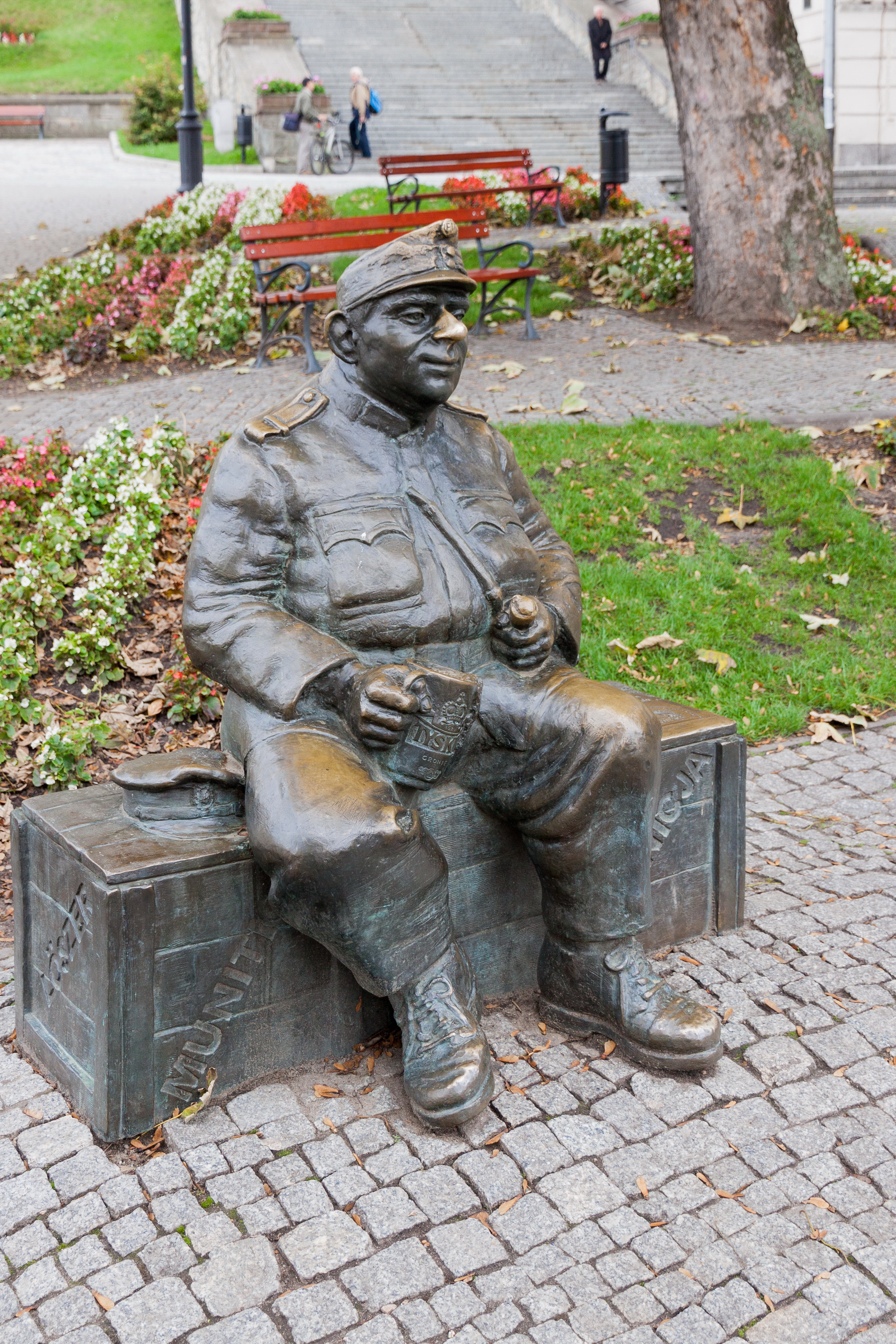
Statuie a lui Švejk in Przemyśl, Polonia

Declarând că știe germana, Švejk este „descoperit” de maiorul Wolf că, fiind ceh, „îmbrăcase uniforma rusească de bună voie și nesilit de nimeni”. Generalul Fink von Finkelstein, care se distra organizând tribunale militare improvizate, intenționează să-l spânzure ca dezertor și spion. Însă se lasă convins să-i verifice identitatea. Ca să nu piardă timpul, până vine răspunsul de la Regimenul 91 îl pune pe feldkuratul Martinec să-i administreze lui Švejk binecuvântarea duhovnicească, încă înainte de pronunțarea sentinței. De la Regimentul 91 vine o telegramă prin care se cere ca Švejk să fie trimis la statul-major al brigăzii din Wojalycz. Finkelstein este teribil de dezamăgit. Întors la regiment, locotenentul Dub îl acuză că, deoarece și-a lăsat propria uniformă pe malul lacului, ar fi prăpădit-o, ea fiind uniforma statului, însă colonelul Gerbich îl absolvă de orice vină, îi dă o uniformă nouă și-l trimite la batalion, la Zoltanka. Acolo află că vechea lui uniformă fusese găsită și că sunt probleme la inventar cu două uniforme. Ultimul episod prezintă o dispută dintre Dub și Biegler, tocmai reveniți și ei la batalion.
Textul care urmează în volum este scris de Karel Vaněk și nu face parte din romanul lui Hašek.

## Personaje
Multe dintre situațiile și personajele din roman sunt inspirate din serviciul militar pe care Hašek l-a efectuat în cadrul Regimentului 91 Infanterie din armata austro-ungară. Umorul este obținut și prin limbajul personajelor. Vorbirea stâlcită a cehilor în germană, a nemților și polonezilor în cehă, precum și expresiile din argou sunt greu de tradus. În afară de satirizarea autorităților habsburgice, Hašek relevă corupția și ipocrizia preoților catolici.
- Josef Švejk: Eroul principal al romanului, în viața civilă negustor de câini furați.
- Palivec: Patronul localului "U Kalicha" din Praga, neatent în exprimare, arestat de Bretschneider pentru afirmația că muștele au murdărit portretul împăratului Franz Josef.
- Bretschneider: Polițist în poliția secretă a guvernului austro-ungar, încearcă repetat să surprindă manifestările antimonarhice ale lui Švejk și ale altora. Sfârșește mâncat de câinii cumpărați de la Švejk în încercarea sa de a-l încrimina.
- Gardianul șef Slavík: Temnicer crud și corupt, sfârșește el însuși la închisoare, în Cehoslovacia.
- Capelanul Otto Katz: Capelan militar căzut în patima beției și a jocurilor de noroc. Ca ordonanță, Švejk îl slujește bine, dar acesta îl pierde la cărți în favoarea locotenentului major Lukáš.
- Locotenentul major Lukáš: Comandantul companiei lui Švejk, un ceh din Boemia de sud. Deși afemeiat, este descris cu simpatie de Hašek. Modelul a fost realul Oberleutnant Rudolf Lukáš din Regimentul 91  în timpul serviciului lui Hašek.[26] Este etichetat de presa maghiară drept un crai notoriu. După ce Švejk este avansat ordonață de companie, Lukáš primește o ordonanță mai rea.
- Colonelul Friedrich Kraus von Zillergut: Ofițer austriac idiot, are mania explicațiilor cretine. Švejk aranjează furtul câinelui său pentru a-l oferi lui Lukáš. Răzbunător, colonelul îi trimite pe front.
- Căpitanul Ságner: Ofițer de carieră, carierist ambițios, comandantul batalionului de marș al lui Švejk. Căpitanul Vinzenz Ságner a fost comandantul Regimentului 91, în care a servit Hašek.[26]
- Colonelul Schröder: Irascibilul colonel al regimentului lui Švejk, caricatură a vechilor ofițeri din armata Austro-Ungariei.
- Jurajda: Bucătarul spiritist al batalionului; înainte de serviciul militar a editat o revistă despre ocultism. Își omoară timpul scriind nevesti-sii detalii despre meniurile pe care le gătește pentru ofițeri.
- Sublocotenentul Dub: Rezervist, în civilie profesor de limba cehă și director de școală, Dub este comandantul companiei a 3-a a batalionului. Cu vederi puternic promonarhiste, Dub este subiectul celei mai aprige satire a lui Hašek, care-l plasează în cele mai umilitoare situații, cum ar fi să fie găsit beat în bordel, sau să cadă de pe cal. În limbile slave „dub” (stejar) este un sinonim cunoscut pentru o persoană proastă și anostă. Modelul personajului este locotenentul rezervist Mechálek, care a servit în regimentul lui Hašek.[26]
- Cadetul Biegler: Tânăr ofițer cu pretenții de nobilitate, deși se trage dintr-un simplu furier. Ia sarcinile militare așa de în serios încât este ridiculizat și de șefii săi. În urma faptului că și-a stricat burta din cauza unui coniac de proastă calitate este diagnosticat greșit și declarat purtător de bacili holerici. Personajul are ca model pe Johann Biegler, ulterior, locotenent.[26]
- Sergentul de intendență Vaněk: În civilie, vânzător într-o drogherie din Kralupy nad Vltavou, este un exemplu de persoană care ia lucrurile ușor, făcându-și viața cât mai confortabilă. În regimentul lui Hašek a servit Jan Vaněk, care semăna cu personajul din roman.[26]
- Teteristul Marek: Este autoportretul lui Hašek, care a servit un an în regimentul 91. Ca și Hašek, Marek a scris articole despre animale imaginare la o revistă despre natură. Este numit de Ságner cronicar al batalionului și se ocupă cu relatarea anticipată (și imaginară) a morților eroice ale camarazilor.
- „Sergentul Teveles”: Afirmând că este sergentul Teveles, dispărut cu întreaga companie a 6-a în timpul luptelor de la Belgrad, este un purtător fără drept al însemnelor de sergent și al Medaliei Meritul Militar din argint, cumpărată de la un bosniac. Justificarea medaliei ar fi faptul că medalia i s-ar fi promis.
- Sergentul Vodička: Genist, prieten cu Švejk, este caracterizat prin ura profundă față de maghiari. Este implicat într-un incident la Kiralyhid.
- Baloun: Morar din Český Krumlov și succesor al lui Švejk ca ordonanță la Lukáš, Baloun este un hămesit care este regulat pedepsit pentru furtul mâncării lui Lukáš. Când nu găsește altceva, este în stare să mănânce orice.
- Căpitanul Tayrle: Aghiotantul brigăzii, un dezgustător ofițer de stat major preocupat de glume proaste și de prostituatele din localuri.
- Generalul Fink von Finkenstein: Vechi ofițer austro-ungar, comandantul garnizoanei Przemyśl. Aristocratic, dar brutal și aproape nebun, mai-mai că reușește să-l spânzure pe Švejk după capul lui.
- Capelanul Martinec: Capelan a cărui credință este zdruncinată de alcool. Binecuvântarea duhovnicească pe care încearcă să i-o dea lui Švejk se termină prost.

## Opere derivate din roman

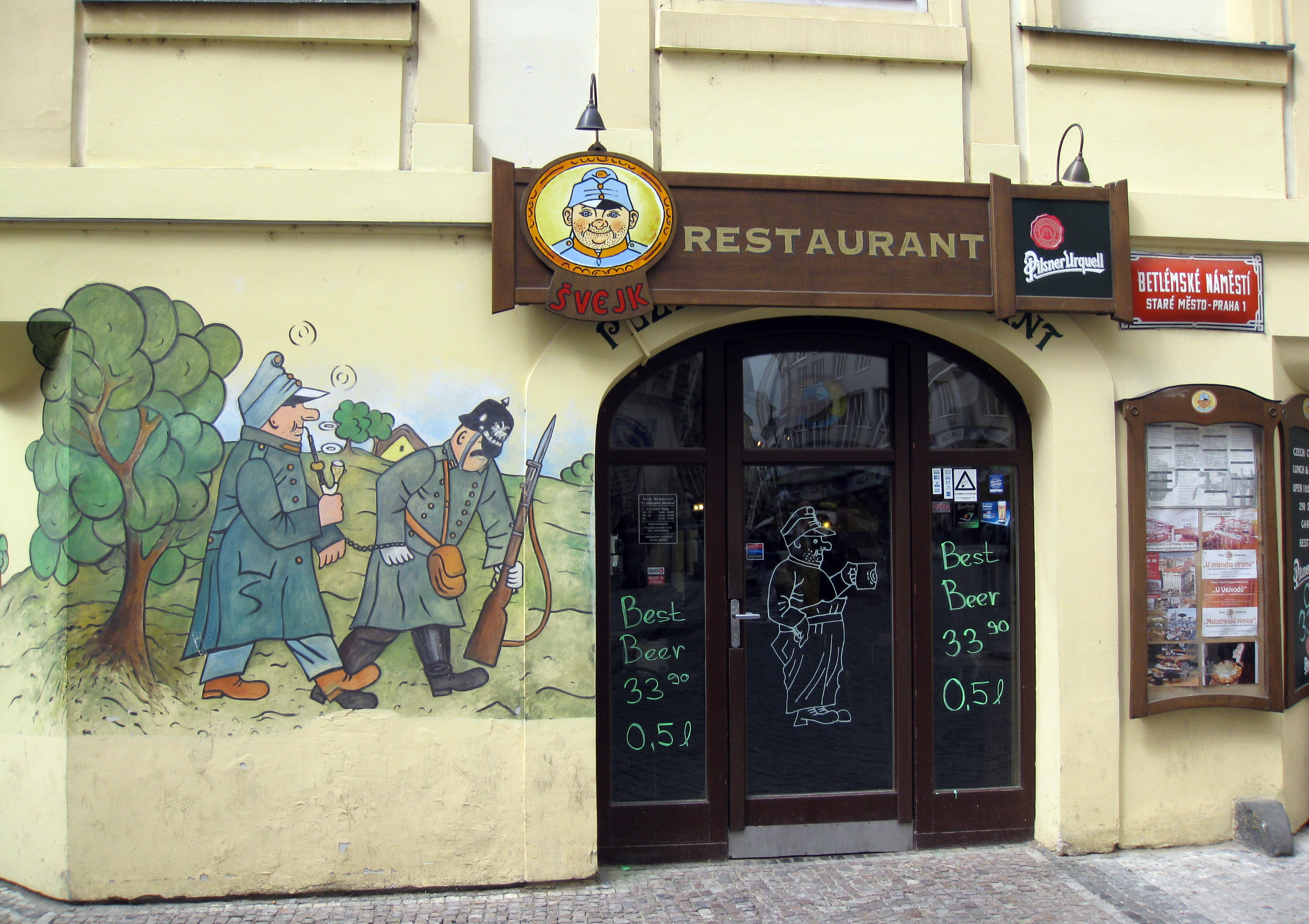
Restaurantul Švejk din Praga. Personajul de pe firmă este cel conceput de Josef Lada.

Švejk este subiect de film, teatru, operă, muzical, cărți umoristice, statui și chiar decoruri de restaurant într-o serie de țări europene.

### Traduceri
Romanul a fost tradus în aproape 60 de limbi. În limba engleză există trei versiuni:
- The Good Soldier Schweik, traducere Paul Selver, 1930;
- The Good Soldier Svejk and His Fortunes in the World War, traducere Cecil Parrott, 1973; republicat: ISBN 0-14-018274-8 și ISBN 978-0-14-044991-4.
- The Fateful Adventures of the Good Soldier Svejk During the World War, traducere Zdeněk Sadloň și Emmit Joyce, în trei volume, 1997; ISBN 1585004286, ISBN 9781585004287.[28]

În multe din ele, inclusiv în limba română, titlul a fost tradus într-o formă prescurtată, la fel cum apărea cu litere mai mari în ediția originală. Prima traducere apărută în limba română, publicată în 1935 de Editura Culturală „Doi bani”, a fost făcută de Gafița Buga.
În 1956 a fost publicată de ESPLA o traducere de Păstorel Teodoreanu și Jean Grosu. Ediția publicată în 1964, apărută în colecția Biblioteca pentru toți, și edițiile următoare (1974, Litera Internațional – 2003) menționează ca traducător doar pe Jean Grosu. primele trei ediții aveau titlul scurt. Titlul complet (în ediția originală cuvintele „în Războiul Mondial” apar cu litere mai mici, oarecum ca subtitlu) apare abia în ediția a patra, publicată în 1971 de Editura Univers.

### Adaptări
- 1935: Arthur Koestler menționează în autobiografia sa că în 1935 a fost solicitat de Willy Münzenberg, propagandist al Cominternului, să scrie un roman cu tilul Bravul soldat Schweik pleacă iar la război. Proiectul a fost oprit de partidul comunist la jumătate datorită a ceea ce ei numeau „erori pacifiste”.[34]
- 1943: Bertolt Brecht scrie piesa Schweyk im Zweiten Weltkrieg, tradusă și în limba română de Florin Tornea, Svejk în al Doilea Război Mondial, și jucată pe scenă de actori ca Amza Pellea (Brettschneider) sau la teatru radiofonic de Mircea Șeptilici, Dem Savu, Tamara Buciuceanu-Botez, Ion Lucian, Gheorghe Crâșmaru, Gheorghe Dinică, Dumitru Rucăreanu, Mircea Constantinescu, Nae Gheorghe Mazilu, Vasilica Tastaman, Iarina Demian, Constantin Diplan, Dumitru Chesa, Puica Stănescu, Mircea Balaban, Tilda Radovici.
- 1957: Robert Kurka scrie o operă inspirată de roman.
- 4 ianuarie 1959: Peripețiile soldatului Švejk, teatru radiofonic, dramatizare de Jean Grosu, regia artistică Paul Stratilat,  cu Grigore Vasiliu Birlic, Radu Beligan (ca Otto Katz), Silvia Dumitrescu-Timică (ca Doamna Müllerová), Alexandru Giugaru (ca șeful postului de jandarmi), Constantin Brezeanu (Locotenentul Lukáš), Ion Henter (Bretschneider), Cotty Hociung (Colonelul Zillergut), Nicolae Gărdescu (Medicul șef), Mircea Balaban, Șerban Holban, Ștefan Glodariu, George Groner, Nicu Dimitriu, Nicolae Grigore-Bălănescu, Mihai Stoenescu, Ion Ulmeni, Ion Lucian (Povestitorul) ș.a. Regia de studio: Ion Prodan. Regia muzicală: Paul Urmuzescu. Regia tehnică: ing. Gabriela Barca[35]
- 2008: Václav Postránecký concepe Muzikál Švejk.
- 2008: BBC Radio 4 difuzează o adaptare radio din două părți, în care joacă Sam Kelly.[36]

### Dramatizări
- 1921: Emil Artur Longen: Dobrý voják Švejk ve světové válce (română Bravul soldat Švejk în războiul mondial)
- 1925: Felix Bartoš: Švejk v zákopech (română Švejk în tranșee)
- 1927: Felix Bartoš: Švejk válčí v civilu (română Războiul lui Švejk în civil), temă de Karel Vaněk
- 1929: Felix Bartoš: Švejk táhne do boje (română Svejk luptă mai departe), după cartea lui Karel Vaněk
- 1929: Max Brod și Erwin Piscator: Abenteuer des braven Soldaten Schwejk (română Aventurile bravului soldat Svejk),
- Emil František Burian: Dobrý voják Švejk (română Bravul soldat Švejk)
- 1964: Pavel Kohout: Josef Švejk aneb Tak nám zabili Ferdinanda a jiné citáty z Osudů dobrého vojáka Švejka (română Josef Svejk sau carevasăzică ni l-au ucis pe Ferdinand și alte citate din peripețiile bravului soldat Svejk).

Și în limba română există dramatizarea, făcută de Jean Grosu și Dem Rădulescu, în care au jucat Dem Rădulescu (Svejk), Matei Alexandru (Otto Katz), Marcel Anghelescu (șef de post), Alexandru Giugaru (Wendler), Simona Bondoc, Florina Cercel, Emanoil Petruț etc.

### Filme
Pokud není u filmu uvedena země původu, jde o československý snímek.
- 1926: Dobrý voják Švejk, film mut alb-negru în regia lui Karel Lamač, jucat de Karel Noll.
- 1926: Švejk na frontě, film mut în regia lui Karel Lamač, jucat de Karel Noll.
- 1926: Švejk v ruském zajetí, film mut în regia lui Svatopluk Innemann, jucat de Karel Noll.
- 1927: Švejk v civilu, film mut după originalul lui Karel Vaněk, în regia lui Gustav Machatý, jucat de Karel Noll.
- 1931: Dobrý voják Švejk, în regia lui Martin Frič, jucat de Saša Rašilov.
- 1943: Schweik's New Adventures (Švejk bourá Německo – română Svejk demolează Germania), Marea Britanie, în regia lui Karel Lamač, jucat de Lloyd Pearson.
- 1954: Dobrý voják Švejk, film în culori, cu păpuși, în regia lui Jiří Trnka, voce Jan Werich.
- 1957 Bravul soldat Svejk (Dobrý voják Švejk), regia Karel Steklý, jucat de Rudolf Hrušínský.
- 1958: Poslušně hlásím (română Raportez supus), lung metraj în culori, în regia lui Karel Steklý, jucat de Rudolf Hrušínský, urmare a filmului din 1957, filme nominalizate pentru Globul de cristal.
- 1960: Der brave Soldat Schwejk, film alb-negru turnat în RFG, în regia lui Axel von Ambesser, jucat de Heinz Rühmann.[38]
- 1963: Die Schwejks Flegeljahre film alb-negru turnat în Austria, în regia lui Wolfgang Liebeneiner, jucat de Peter Alexander.
- 1965: BBC difuzează o adaptare TV de 60 de minute The Good Soldier Schweik în care joacă Kenneth Colley, John Collin și Felix Felton.
- 1967-8: În Finlanda se difuzează o adaptare TV în 10 episoade Kunnon sotamies Švejkin seikkailuja, jucat de Matti Varjo.[39]
- 1972: În Austria ORF difuzează serialul TV Die Abenteuer des braven Soldaten Schwejk în regia lui Wolfgang Liebeneiner, jucat de Fritz Muliar.
- 1986: Osudy dobrého vojáka Švejka, film de păpuși în regia lui Stanislav Látal, Svejk vorbit de Petr Haničinec.[40]
- 2009: Похождения бравого солдата Швейка, The Good Soldier Shweik, film de animație turnat în Ucraina și Marea Britanie, în regia lui Robert Crombie, în versiunea cehă de Ladislav Potměšil.